# Soledad (film 2018)
Soledad è un film del 2018 diretto da Agustina Macri. È liberamente ispirato da eventi realmente accaduti a Torino nel 1998.

## Trama
Le vicende di una coppia accusata di terrorismo contro la costruzione della rete ferroviaria ad alta velocità: i due si ritroveranno a fare delle scelte senza possibilità di tornare indietro.

## Distribuzione
Il film è stato distribuito nelle sale cinematografiche italiane a partire dal 13 giugno 2019.